# Manfred Letzerich
Manfred Letzerich (* 15. August 1942 in Wiesbaden) ist ein ehemaliger deutscher Leichtathlet, der von 1959 bis 1972 als Läufer über 10.000 Meter und über 3000 Meter Hindernis erfolgreich war. Er nahm an 38 Länderkämpfen und drei Olympischen Spielen teil.
Der 1,80 m große und 63 kg schwere Athlet startete für den TuS Eintracht Wiesbaden. Nach seiner sportlichen Karriere arbeitete er als musisch-technischer Lehrer an der Werner-von-Siemensschule in Wiesbaden.
Er ist gelernter Dreher.

## Nationale Titel
Auf seinen beiden Spezialdisziplinen gewann er fünfmal bei Deutsche Meisterschaften:
| Jahr      | 1963         | 1965         | 1966        | 1967         | 1968        | 1970        |
| Disziplin | 3000 m Hind. | 3000 m Hind. | 10.000 m    | 3000 m Hind. | 10.000 m    | 10.000 m    |
| Platz     | Zweiter      | MEISTER      | MEISTER     | MEISTER      | MEISTER     | MEISTER     |
| Zeit      | 9:04,2 min   | 8:41,8 min   | 28:58,8 min | 8:38,0 min   | 29:17,8 min | 28:54,8 min |

Außerdem gewann er 1966 und 1968 den Deutschen Meistertitel im Crosslauf (Langstrecke).
Als persönliche Bestzeiten werden für ihn angegeben:
- 13:42,2 min über 5000 m, gelaufen 1971
- 28:14,41 min über 10.000 m, gelaufen 1972
- 2:27:31,8 min im Marathon 1969.

## Internationale Wettkämpfe
Letzerich wurde von Olaf Lawrenz trainiert und auch, als dieser nicht mehr Bundestrainer war, betreute er ihn – ggf. telefonisch – weiter. Hierdurch trainierte er vor allem mit intensiven Tempoläufen, während der Trainingsumfang bei anderen Langstrecklern zu dieser Zeit wesentlich umfangreicher war. 1972 beendete er seine sportliche Karriere, nachdem mehrfach seine Über- und Fehlbelastungsschäden an Hüfte und Beinen von Armin Klümper behandelt worden waren und schließlich von Hanns Schoberth die Achillessehne abgeschabt wurde.
Bei den Olympischen Spielen 1964 in Tokio ging Manfred Letzerich über die 5000-Meter-Strecke an den Start. Dort hatte er das Pech, in 14:06,2 min als Achter seines Vorlaufs auszuscheiden, während Harald Norpoth, der einer wesentlich langsameren Läufergruppe zugeteilt worden war, mit 14:11,6 min ins Finale einzog.
Bei den Spielen 1968 in Mexiko-Stadt und 1972 in München startete er über 10.000 Meter. In München musste er als 14. von 15 Läufern, die in seinem Vorlauf das Ziel erreichten, die Konkurrenz beenden. Vier Jahre zuvor in Mexiko hatte er dagegen seine einzige olympische Finalteilnahme zu verzeichnen, was er allerdings auch dem Umstand verdankte, dass man dort auf Qualifikationsläufe verzichtet und alle 38 Teilnehmer geschlossen ins Finale geschickt hatte. Letzerich kam in 30:48,6 min auf den 19. Platz (der Sieger, Naftali Temu aus Kenia, erzielte 29:27,4 min).
Bei Europameisterschaften lief es für ihn jedoch besser. 1966 in Budapest kam er über 3000 Meter Hindernis in 3:31,0 min mit drei Sekunden Rückstand auf den drittplatzierten Belgier Gaston Roelants auf Platz fünf. Über 10.000 Meter startete er sowohl in Budapest als auch fünf Jahre später in Helsinki. Dabei kam er in Budapest in 28:36,8 min mit gut drei Sekunden Rückstand auf Leonid Mikitenko aus der UdSSR auf Platz vier und in Helsinki in 28:21,0 min auf Platz neun. Eine Teilnahme an den Europameisterschaften 1969 in Athen blieb ihm verwehrt, da die bundesdeutsche Mannschaft aus Protest wegen der Startverweigerung für Jürgen May nur in den Staffelwettkämpfen antrat.
Auf das Podium sollte Manfred Letzerich aber dennoch einmal kommen: Beim Europacup kam er 1967 in Kiew über 3000 Meter Hindernis in 8:39,6 min auf Platz zwei und 1970 in Stockholm über 10.000 Meter in 28:40,0 min auf Platz drei.
1966 war er beim ISTAF in Berlin über 3000 Meter Hindernis in 8:43,40 min siegreich.

## Rekorde
- deutscher Rekord über 3000 m Hindernis in 8:31,0 min, gelaufen am 3. September 1966 in Budapest
- deutscher Rekord über 10.000 m in 28:14,41 min, gelaufen am 23. Juni 1972 in Augsburg
- Europarekord über 20.000 m in 59:49,6 min und
- Europarekord im Stundenlauf mit 20.068 m, erzielt am 23. April 1966 in Darmstadt